# Esfera de Strömgren
En astrofísica teórica, una esfera de Strömgren es una esfera de hidrógeno ionizado (H II) alrededor de una estrella caliente de la clase espectral O-B. Su contraparte en el mundo real son las regiones H II, un tipo de nebula de emisión, de la cual la más prominente es la nebulosa Roseta. Fue descubierto por Bengt Strömgren en 1937 y luego nombrada en su honor.

## Fórmula
El radio de Stromgren es el radio característico de una región HII, producida por el equilibrio de fotorrecombinación, para calcularlo sabemos que
{\displaystyle 4\pi J_{\nu }(r)=\pi I_{\nu }(r)=\pi I_{\nu }(R){\frac {R^{2}}{r^{2}}}e^{-\tau _{\nu }}}
donde {\displaystyle \pi I_{\nu }(r)} es el flujo de una fuente homogénea producida por un solo
hemisferio (e.d. el flujo que se observa de la fuente, ignorando el flujo producido por la parte de "atrás" del emisor) a una distancia r, {\displaystyle I_{\nu }(R)} es la energía producida a una distancia R, donde R es el Radio de la estrella y {\displaystyle \tau _{\nu }} es la profundidad óptica del medio.
Si observamos bien, la ecuación anterior nos dice que el promedio en energía a una distancia r es igual a la energía producida en la superficie de la fuente, multiplicada por el factor de decaimiento del flujo ({\displaystyle R^{2}/r^{2}}) y multiplicada por la absorción del gas.
Sustituyendo en la ecuación de equilibrio
{\displaystyle N_{H^{o}}\int _{\nu _{o}}^{\infty }{\frac {4\pi I_{\nu }(R)}{h\nu }}{\frac {R^{2}}{r^{2}}}e^{-\tau _{\nu }}a_{\nu }(H^{o})d\nu =N_{e}N_{p}\alpha _{A}(H,T)}
desarrollando y tomando la aproximación on-spot ({\displaystyle \alpha _{B}=\alpha _{A}-\alpha _{1}})
{\displaystyle N_{H^{o}}R^{2}\int _{\nu _{o}}^{\infty }{\frac {4\pi I_{\nu }(R)}{h\nu }}e^{-\tau _{\nu }}a_{\nu }(H^{o})d\nu =r^{2}N_{e}N_{p}\alpha _{B}(H,T)}
sabiendo que
{\displaystyle {\frac {d\tau _{\nu }}{dr}}=N_{H^{o}}a_{\nu }(H^{o})}
entonces
{\displaystyle d(-e^{-\tau _{\nu }})=e^{-\tau _{nu}}d\tau _{\nu }=e^{-\tau _{nu}}N_{H^{o}}a_{\nu }(H^{o})dr}
Si sustituimos
{\displaystyle R^{2}\int _{\nu _{o}}^{\infty }{\frac {4\pi I_{\nu }(R)}{h\nu }}d(-e^{-\tau _{\nu }})d\nu =r^{2}N_{e}N_{p}\alpha _{B}(H,T)}
integrando sobre r
{\displaystyle R^{2}\int _{\nu _{o}}^{\infty }{\frac {4\pi I_{\nu }(R)}{h\nu }}\int _{0}^{\infty }d(-e^{-\tau _{\nu }})drd\nu =\int _{0}^{\infty }r^{2}N_{e}N_{p}\alpha _{B}(H,T)dr}
{\displaystyle R^{2}\int _{\nu _{o}}^{\infty }{\frac {4\pi I_{\nu }(R)}{h\nu }}d\nu (-e^{-\tau _{\nu }}|_{0}^{\infty })=\int _{0}^{\infty }r^{2}N_{e}N_{p}\alpha _{B}(H,T)dr}
Si suponemos que a una distancia {\displaystyle r_{1}} todo se encuentra ionizado, entonces {\displaystyle N_{e}=N_{p}=N_{H}} y después de esa region {\displaystyle Ne=0} entonces
{\displaystyle R^{2}\int _{\nu _{o}}^{\infty }{\frac {4\pi I_{\nu }(R)}{h\nu }}d\nu =\int _{0}^{r_{1}}N_{e}N_{p}\alpha _{B}(H,T)dr+\int _{r_{1}}^{\infty }N_{e}N_{p}\alpha _{B}(H,T)dr}
{\displaystyle R^{2}\int _{\nu _{o}}^{\infty }{\frac {4\pi I_{\nu }(R)}{h\nu }}d\nu =\int _{0}^{r_{1}}N_{H}^{2}\alpha _{B}(H,T)dr}
{\displaystyle R^{2}\int _{\nu _{o}}^{\infty }{\frac {4\pi I_{\nu }(R)}{h\nu }}d\nu ={\frac {r_{1}^{3}}{3}}N_{H}^{2}\alpha _{B}(H,T)}
Como
{\displaystyle L_{\nu }=4\pi R^{2}\pi I_{\nu }(R)}
{\displaystyle \int _{\nu _{o}}^{\infty }{\frac {L_{\nu }}{h\nu }}d\nu ={\frac {4\pi r_{1}^{3}}{3}}N_{H}^{2}\alpha _{B}(H,T)}
sustituyendo 
{\displaystyle Q_{\nu }=\int _{\nu _{o}}^{\infty }{\frac {L_{\nu }}{h\nu }}d\nu }
llegamos
{\displaystyle Q_{\nu }={\frac {4\pi r_{1}^{3}}{3}}N_{H}^{2}\alpha _{B}(H,T)}
donde {\displaystyle r_{1}} es el radio de Stromgren para una región solo de Hidrógeno.